# 甄华
甄华（1909年-1994年），字梦笔，山西平定县（今阳泉市）人。

## 生平
1926年1月，加入中国共产党。1926年8月，由平定中学考入太原三晋高中。1927年国民党“清党”时被开除学籍。1928年，进入北平私立中国大学。1930年，转入北平大学艺术学院。1933年，自北平大学毕业。同年公费留学日本。1937年5月，毕业于东京明治大学。随即回国。“七七事变”后加入战动总会（第二战区民族革命战争战地总动员委员会）宣传部。1949年担任十九兵团政治联络部部长。1949年12月，国民党第81军接受改编，成为解放军西北军区独立第二军，甄华任该军政治委员。1955年，授予大校军衔。1958年8月29日，出任中国科学院兰州分院副院长。文革前夕，出任兰州大学副校长。1980年出任山西大学校长。1982年退休。1994年1月10日逝世。